# Naoko Fukatsu
Naoko Fukatsu, (Japans: 深津 尚子; Okazaki, Aichi, 23 december 1944) is een voormalig Japans professioneel tafeltennisster.

## Belangrijkste resultaten
- Goud in het enkelspel op de wereldkampioenschappen 1965.
- Goud met het team op de wereldkampioenschappen 1967.
- Zilver met het team op de wereldkampioenschappen 1965.
- Zilver in het enkelspel op de wereldkampioenschappen 1967.
- Zilver in het vrouwen dubbelspel op de wereldkampioenschappen 1967 met Noriko Yamanaka.
- Zilver in het gemengd dubbelspel op de wereldkampioenschappen 1967 met Koji Kimura.
- Brons in het gemengd dubbelspel op de wereldkampioenschappen 1965 met Kei Konaka.